# Lilian Bäckman
Lilian Sofia Maria Bäckman, född 1965 i Enköping, uppvuxen i Bålsta, är en svensk grafisk formgivare/designer och illustratör. 
År 2009 vann hon Augustpriset för boken Skriv om och om igen tillsammans med Ylva Karlsson, Katarina Kuick och Sara Lundberg. År 2011 debuterade hon som författare med romanen Mandarinstunder, utgiven av X Publishing.

## Priser och utmärkelser
- Augustpriset 2009 (för Skriv om och om igen).